# 金鐘獎實境節目獎得獎列表
金鐘獎實境節目獎是由文化部影視及流行音樂產業局在臺灣舉辦的現行頒發獎項，2017年第52屆金鐘獎設立益智及實境節目獎，2025年第60屆金鐘獎更名為實境節目獎而益智節目方面則是納入綜藝節目獎。

## 歷屆得獎暨入圍名單
|  | 獲獎者 |

### 益智及實境節目獎（第52屆～第59屆）
| 年度 （屆數）   | 電視作品                                                                                   |
| --------------- | ------------------------------------------------------------------------------------------ |
| 2017 （第52屆） | 《歡樂智多星》／香港商福斯傳媒有限公司台灣分公司、友松娛樂股份有限公司                     |
| 2017 （第52屆） | 《一字千金榜中榜》／全能製作股份有限公司                                                   |
| 2017 （第52屆） | 《奇幻島》／臺灣電視事業股份有限公司                                                       |
| 2017 （第52屆） | 《飢餓遊戲》／中國電視事業股份有限公司、全富傳播股份有限公司                               |
| 2017 （第52屆） | 《綜藝玩很大》／三立電視股份有限公司、中國電視事業股份有限公司、好看娛樂製作股份有限公司   |
| 2018 （第53屆） | 《天才衝衝衝》／中華電視股份有限公司、金是傳媒行銷企業有限公司                             |
| 2018 （第53屆） | 《Tahu 生火吧》／財團法人原住民族文化事業基金會                                            |
| 2018 （第53屆） | 《一字千金》／財團法人公共電視文化事業基金會                                               |
| 2018 （第53屆） | 《綜藝玩很大》／三立電視股份有限公司、中國電視事業股份有限公司、好看娛樂股份有限公司       |
| 2018 （第53屆） | 《誰來晚餐9》／財團法人公共電視文化事業基金會                                              |
| 2019 （第54屆） | 《一呼百應》／財團法人公共電視文化事業基金會                                               |
| 2019 （第54屆） | 《一字千金鬥字風雲榜》／財團法人公共電視文化事業基金會、全能製作股份有限公司               |
| 2019 （第54屆） | 《全民星攻略》／東森電視事業股份有限公司-東森綜合台、友松娛樂股份有限公司                  |
| 2019 （第54屆） | 《阮三个》／用力拍電影有限公司                                                                   |
| 2019 （第54屆） | 《綜藝玩很大》／三立電視股份有限公司、中國電視事業股份有限公司、好看娛樂製作股份有限公司   |
| 2020 （第55屆） | 《全民星攻略》／友松娛樂股份有限公司                                                       |
| 2020 （第55屆） | 《一字千金鬥字英雄會》／財團法人公共電視文化事業基金會、全能製作股份有限公司               |
| 2020 （第55屆） | 《全家有智慧》／財團法人公共電視文化事業基金會—公視臺語台、三鳳有限公司                    |
| 2020 （第55屆） | 《》／財團法人公共電視文化事業基金會、用力拍電影有限公司                                   |
| 2021 （第56屆） | 《全明星運動會》／臺灣電視事業股份有限公司、三立電視股份有限公司、好看娛樂製作股份有限公司 |
| 2021 （第56屆） | 《今天誰來店》／巧克科技新媒體股份有限公司                                                 |
| 2021 （第56屆） | 《公視主題之夜SHOW》／財團法人公共電視文化事業基金會                                       |
| 2021 （第56屆） | 《全民星攻略》／東森電視事業股份有限公司、友松娛樂股份有限公司                             |
| 2021 （第56屆） | 《》／財團法人公共電視文化事業基金會、用力拍電影有限公司                                   |
| 2022 （第57屆） | 《決戰水下伸展台》／動能意像製作有限公司                                                   |
| 2022 （第57屆） | 《上山下海過一夜》／三立電視股份有限公司                                                   |
| 2022 （第57屆） | 《全民星攻略》／友松娛樂股份有限公司                                                       |
| 2022 （第57屆） | 《全明星運動會》／臺灣電視事業股份有限公司、三立電視股份有限公司、好看娛樂製作股份有限公司 |
| 2022 （第57屆） | 《》／財團法人公共電視文化事業基金會、用力拍電影有限公司                                   |
| 2023 （第58屆） | 《來吧！營業中》／聯利媒體股份有限公司                                                     |
| 2023 （第58屆） | 《一字千金筆武大匯》／財團法人公共電視文化事業基金會、全能製作股份有限公司                 |
| 2023 （第58屆） | 《老少女奇遇記》／財團法人桂田文化藝術基金會、用力拍電影有限公司、八大電視股份有限公司     |
| 2023 （第58屆） | 《綜藝玩很大》／三立電視股份有限公司、中國電視事業股份有限公司、好看娛樂製作股份有限公司   |
| 2023 （第58屆） | 《歡迎光臨等你來家1》／灰人文化傳媒有限公司                                                |
| 2024 （第59屆） | 《上山下海過一夜之極島台灣》／三立電視股份有限公司                                         |
| 2024 （第59屆） | 《TOP DOG 回家》／百聿數碼創意股份有限公司、艾迪斯傳播股份有限公司、三立電視股份有限公司   |
| 2024 （第59屆） | 《一字千金 筆武大匯》／財團法人公共電視文化事業基金會、全能製作股份有限公司                |
| 2024 （第59屆） | 《滾石摘星號》／滾石國際音樂股份有限公司、灰人文化傳媒有限公司                             |
| 2024 （第59屆） | 《騎吧！哈林小隊》／好看娛樂製作股份有限公司、臺灣電視事業股份有限公司                     |

### 實境節目獎（第60屆～至今）
| 年度 （屆數）   | 電視作品 |
| --------------- | -------- |
| 2025 （第60屆） |          |
|                 |          |
|                 |          |
|                 |          |
|                 |          |

## 外部連結
- 廣播電視金鐘獎官方網站 （页面存档备份，存于）
- 歷屆電視金鐘獎得獎入圍名單 （页面存档备份，存于），文化部影視及流行音樂產業局